# Carlos Negreira Souto
Carlos Negreira Souto (Rio de Janeiro, 16 de juliol de 1960) és un polític gallec d'origen brasiler militant del Partit Popular de Galícia (PPdeG) i alcalde de la ciutat de la Corunya entre 2011 i 2015.

## Biografia
És llicenciat en Dret per la Universitat de Santiago de Compostel·la. Va ser diputat al Parlament de Galícia durant diverses legislatures, sempre pel Partit Popular de Galícia. Ha ocupat càrrecs en àrees de govern a Galícia com la Conselleria d'Economia i Hisenda (1988-1992) o la Conselleria de Sanitat (1992-1996). També fou director de Recursos Humans d'Aena l'any 1999, va ocupar un càrrec de responsabilitat a Correus, i fou president de Portos de Galicia.
Fins a l'any 2011 es va ocupar de la presidència provincial del PPdeG per la província de la Corunya i fou portaveu parlamentari del seu grup a l'ajuntament de la Corunya. A les eleccions municipals de 2011, va ser el candidat del seu partit a la batllia corunyesa, accedint al càrrec d'alcalde de la ciutat. L'any 2015 el seu partit guanya les eleccions per 28 vots d'avantatge sobre la segona força, Marea Atlàntica. No obstant, els vots d'aquesta formació, del PSdeG i del BNG van fer alcalde Xulio Ferreiro, de Marea Atlàntica.
Un any més tard, va deixar l'activitat política i va crear una empresa de consultoria.